# Sông Quá Giáng
Sông Quá Giáng, tên khác sông La Thọ, là một phân lưu của sông Vu Gia và đổ vào sông Vĩnh Điện. Sông Quá Giáng chảy qua các tỉnh Quảng Nam và Đà Nẵng, Việt Nam .
Sông có chiều dài 15 km và diện tích lưu vực là km² .
15°55′36″B 108°10′54″Đ / 15,92667°B 108,18167°Đ